# IShowSpeed
Darren Watkins Jr. (sinh ngày 21 tháng 1 năm 2005), hay được biết đến qua biệt danh IShowSpeed (hoặc đơn giản là Speed), là một YouTuber, streamer và rapper người Mỹ. Anh được biết đến qua các buổi stream trên YouTube và Twitch. Ngoài ra, anh cũng hay chơi nhiều tựa game như Roblox, Fortnite và FIFA. Watkins đôi khi được biết đến qua những hành vi gây sốc của anh trên các buổi phát trực tiếp, nhờ những điều này mà đã giúp anh có được lượng người theo dõi lớn đồng thời khiến anh trở thành tâm điểm của nhiều cuộc tranh cãi.
Sinh ra và lớn lên ở Cincinnati, Ohio, Watkins bắt đầu sự nghiệp của mình qua kênh YouTube "IShowSpeed" của mình vào năm 2017, lúc bấy giờ anh chủ yếu đăng các video về game. Từ năm 2021 đến năm 2022, anh bắt đầu được biết đến nhiều hơn, một phần nhờ vào việc lưu hành các clip nổi bật từ các buổi phát trực tiếp của anh trên các nền tảng mạng xã hội.Ngoài ra mọi người hay gọi anh là Black Monkey Boy

## Cuộc đời và sự nghiệp
Darren Watkins Jr. sinh vào ngày 21 tháng 1, 2005 tại Cincinnati, Ohio.
Anh bắt đầu sự nghiệp của mình trên YouTube vào năm 2016, lúc bấy giờ, anh chủ yếu chỉ đăng những clip về game. Vào khoảng tháng 12 năm 2017, Watkins bắt đầu phát trực tiếp và đăng video về các trò chơi như NBA 2K và Fortnite, nhưng chỉ thu hút được trung bình hai lượt xem. Cuối cùng, số người đăng ký của anh đã tăng lên trong khoảng vài tháng, đạt 100 nghìn người đăng ký vào tháng 4 năm 2021, 1 triệu vào tháng 6 năm 2021 và 10 triệu vào tháng 7 năm 2022.
Watkins là một người hâm mộ bóng đá, trong suốt tháng 11 và tháng 12 năm 2022, Watkins đã đến nhiều sân vận động bóng đá khác nhau để xem thần tượng của mình, cầu thủ bóng đá người Bồ Đào Nha Cristiano Ronaldo thi đấu trực tiếp. Watkins đã đến các sân vận động như Old Trafford, Craven Cottage và nhiều sân vận động khác ở Qatar trong thời kì diễn ra sự kiện Giải vô địch bóng đá thế giới 2022. Tuy nhiên, Ronaldo đã ngồi dự bị trong các trận đấu mà anh đến xem, cho đến trận thua của đội tuyển Bồ Đào Nha trước đội tuyển Maroc.
Vào tháng 6 năm 2023, Watkins được gặp trực tiếp Cristiano Ronaldo tại Lisbon, Bồ Đào Nha sau trận vòng loại UEFA EURO 2024 giữa Bồ Đào Nha vs Bosnia và Herzegovina.

### Sự nghiệp âm nhạc
Tháng 8 năm 2021, Watkins ra mắt đĩa đơn đầu tiên mang tên "Dooty Booty", bài hát sau đó đã trở nên phổ biến trên YouTube và trên các nền tảng mạng xã hội như TikTok. Tháng 11 năm 2021, Speed ra mắt đĩa đơn thứ hai "Shake" và có được hơn 160 triệu view trên Youtube. Vào tháng 6 năm 2022, bài hát "Ronaldo (Sewey)" đã được phát hành, bài hát này bắt nguồn từ sự ngưỡng mộ của Speed với siêu sao Cristiano Ronaldo. Đến tháng 11/2022, thời điểm diễn ra Giải vô địch bóng đá thế giới 2022, Speed hợp tác với Warner Records để cho ra mắt đĩa đơn "World Cup".

## Tranh cãi

### Quấy rối tình dục trên mạng
Vào tháng 12 năm 2021, Watkins tham gia một chương trình "hẹn hò trực tuyến" được phát trực tiếp trên Twitch, với Adin Ross dẫn chương trình. Trong buổi phát trực tiếp, Watkins đã hỏi hiện tượng mạng Ash Kash rằng liệu cô ấy có muốn sinh con với anh không nếu họ là hai người duy nhất trên Trái Đất. Khi Kash nói không, anh lập tức hỏi, "Who gonna stop me?," (tạm dịch: "Ai sẽ ngăn tôi?,"), câu hỏi này bị cho là mang tính đe dọa hiếp dâm. Watkins là thí sinh thứ hai bị loại khỏi chương trình, nhưng ngay sau đó anh vào ngay cuộc gọi trên Discord và bắt đầu quấy rối tình dục Kash, liên tục sỉ vả cô. Anh sau đó lại bị đuổi ra khỏi cuộc gọi, Ross cũng xin lỗi Kash vì hành vi của Watkins. Không lâu sau, Watkins đã bị cấm vĩnh viễn trên Twitch. Theo một bài đăng trên Twitter của anh, Watkins đã bị cấm vì hành vi "ép buộc hoặc đe dọa tình dục."

### Xúc phạm, phân biệt chủng tộc
Vào tháng 4 năm 2022, một đoạn clip cũ về Watkins chơi tựa game Valorant trong một buổi stream đột nhiên xuất hiện rộng rãi trên mạng. Trong clip, anh buông lời xúc phạm tới một nữ người chơi rằng: "Hãy tắt game rồi biến đi mà rửa bát cho chồng". Điều này dẫn đến việc một trong những nhà sản xuất của trò chơi, Sara Dadafshar, cấm vĩnh viễn Watkins chơi Valorant và tất cả các tựa game khác của Riot Games. Watkins sau đó đăng lời xin lỗi trên Twitter, anh nhận thức bản thân mình đã sai và cũng nói rằng anh đã nhận phải vài lời bình luận mang tính "phân biệt chủng tộc" từ những người khác trong ngày hôm đó.
Dù vậy, lời xin lỗi của anh vẫn không được nhiều người chấp nhận.
Vào tháng 12 năm 2022, trong trận đấu ở Vòng 16 giữa đội tuyển Bồ Đào Nha và đội tuyển Thụy Sĩ ở Giải vô địch bóng đá thế giới 2022 tại Qatar, Watkins đã gây tranh cãi vì hành vi của mình đối với một khán giả, bị nhiều cho là phân biệt chủng tộc. Trong một buổi phát trực tiếp, anh ấy đã tiếp cận một người đàn ông Trung Quốc mặc áo đội tuyển Argentina để thẩm vấn anh ta nhằm mục đích giải trí. Do có chút bối rối, người đàn ông nói rằng anh ta không nói được tiếng Anh, điều này khiến Watkins bắt đầu liên tục nhại lại các câu từ như "Konnichiwa", một lời chào bằng tiếng Nhật và bắt đầu thốt ra những âm thanh gợi nhớ đến tiếng Quảng Đông và tiếng Quan Thoại nhằm mục đích chế giễu anh ta. Khi đoạn clip phát trực tiếp bắt đầu lan truyền trên mạng, anh ấy đã tải video xin lỗi lên tài khoản Twitter của mình.

## Giải thưởng và đề cử
| Năm  | Lễ trao giải            | Hạng mục         | Kết quả   | Nguồn  |
| ---- | ----------------------- | ---------------- | --------- | ------ |
| 2022 | Giải Streamy lần thứ 12 | Streamer của năm | Đề cử     | [ 11 ] |
| 2022 | Giải Streamy lần thứ 12 | Streamer Đột phá | Đoạt giải | [ 11 ] |